# Muzeum Historyczno-Etnograficzne im. Juliana Rydzkowskiego w Chojnicach
Muzeum Historyczno-Etnograficzne im. Juliana Rydzkowskiego w Chojnicach – funkcjonuje od 1932 r. Dyrektorem muzeum jest Barbara Zagórska.

## Historia
Otwarcie Muzeum Regionalnego w Chojnicach miało miejsce jeszcze przed II wojną światową w 1932 r. Stałą ekspozycję w Domu Schreibera przy Rynku w Chojnicach objęło patronatem Polskie Towarzystwo Krajoznawcze. Pierwszym kierownikiem muzeum został Julian Rydzkowski. W trakcie wojny zbiory muzealne zostały zniszczone. Po wojnie dopiero w 1960 roku odtworzono działalność muzeum w ratuszu miejskim pod patronatem Miejskiej Rady Narodowej. Dwa lata później siedzibą muzeum została Brama Człuchowska wraz z zespołem basztowym.

## Siedziba
Siedziba muzeum - Mury obronne z basztami, 2 poł. XIV w. oraz Brama Człuchowska z 2 poł. XIV zostały wpisane do rejestru zabytków już w 1935 r. Obecnie to oddzielne pozycje w rejestrze NID (5/29 z 25.11.1935 i 5/30 z 25.11.1935).

## Ekspozycje
Muzeum składa się z pięciu działów sklasyfikowanych pod względem merytorycznym: archeologii południowego Pomorza, historii miasta Chojnice i regionu, etnografii południowych Kaszub, sztuki pomorskiej i ogólnopolskiej oraz zbiorów specjalnych z księgozbiorem pomorzoznawczym. W muzeum prezentowana jest także regionalna kolekcja historyczna Albina Makowskiego.
Obecnie (wiosna 2013) w muzeum można zapoznać się z ekspozycjami: "Z przeszłości Chojnic. Od średniowiecza do czasów II Rzeczypospolitej", "Charzykowy – kolebka polskiego żeglarstwa śródlądowego", "Galeria Współczesnej Sztuki Polskiej ‘84", "Kolekcja historyczno-regionalna Albina Makowskiego", "Ekspozycja archeologiczno-przyrodnicza "Kręgi Kamienne" w Odrach".
Muzeum prowadzi działalność edukacyjną, m.in. warsztaty rękodzieła dla dzieci oraz spotkania z twórcami ludowymi. Organizuje także tzw. Noce muzealne.